# 오명항초상 및 양무공신교서
오명항초상 및 양무공신교서(吳命恒肖像 및 揚武功臣敎書)는 대한민국 경기도 용인시 경기도박물관에 있는, 조선 중기의 문신인 오명항(1673∼1728)을 그린 초상화 1점과 1등 공신으로 책록하는 교서 1부 그리고 그것들을 담았던 나무로 만든 상자 1점 등 3점의 유물이다. 1993년 11월 5일 대한민국의 보물 제1177호로 지정되었다.

## 개요
조선 중기의 문신인 오명항(1673∼1728)을 그린 초상화 1점과 1등 공신으로 책록하는 교서 1부 그리고 그것들을 담았던 나무로 만든 상자 1점 등 3점의 유물이다. 오명항은 숙종 31년(1705) 문과에 급제하고 그 뒤 이조좌랑, 병조판서, 우의정까지 올랐던 인물로 영조 3년(1727) 이인좌의 난을 평정한 공로로 1등 공신으로 봉해졌다.
초상화는 가로 1.03m, 세로 1.74m로 비단에 채색하여 그린 전신상이다. 오른쪽을 바라보고 있으며, 머리에는 검은색 사모를 쓰고 짙은 청록색의 관복을 입었다. 가슴에 수놓은 2마리 학의 모습에서 공신책록 후에 그린 전형적인 공신도임을 알 수 있다. 높이가 높은 사모와 호랑이 가죽이 깔린 의자, 팔(八)자로 벌린 발 모습에서 그 당시의 화풍을 엿볼 수 있다. 또한 갈색의 얼굴에 윤곽선과 양턱, 눈 주위에 붉은색을 사용하여 얼굴의 굴곡을 표현했고 종두 자국과 코 밑의 점까지 나타내 강직하고 진지한 그의 표정을 잘 살리고 있다.
교서는 가로 289.5cm, 세로 42.9cm로 닥나무로 만든 바탕에 비단을 배접하여 만들었다. 먼저 감색 천으로 위와 아래에 2cm폭으로 덧붙이고 다시 붉은색 선으로 사각의 테두리를 두룬 다음 세로로 63개의 선을 그어 그 안쪽에 검은색으로 내용을 적었다. 내용에는 반란을 진정시킨 공로를 인정하여 1등공신 1명, 2등공신 7명, 3등공신 7명을 공훈한다는 글과 15명의 이름이 들어있다. 교서의 좌우에는 나무로 축을 부착하여 말아두게 하였고 뒷면에는 신치근이 만들고 조명교가 글을 썼다는 명문이 있다.

## 같이 보기
- 오명항

## 참고 자료
- 오명항초상 및 양무공신교서 - 국가유산청 국가유산포털